# Binko Kolew
Binko Ganew Kolew (bulgarisch Бинко Ганев Колев, englisch Binko Kolev; * 28. Juli 1958 in Nowa Sagora) ist ein ehemaliger bulgarischer Mittelstreckenläufer, der sich auf die 800-Meter-Distanz spezialisiert hat. Er ist aktuell Inhaber des Landesrekordes über 800 Meter und 1979 wurde er in Wien Vizehalleneuropameister und feierte damit seinen größten sportlichen Erfolg.

## Sportliche Laufbahn
Erste internationale Erfahrungen sammelte Binko Kolew vermutlich im Jahr 1977, als er bei den Junioreneuropameisterschaften in Donezk mit 1:54,4 min in der ersten Runde im 800-Meter-Lauf ausschied. 1979 gewann er bei den Halleneuropameisterschaften in Wien in 1:47,8 min die Silbermedaille hinter dem Spanier Antonio Páez und im August gewann er bei den Balkanspielen in Piräus in 1:46,96 min die Silbermedaille hinter dem Jugoslawen Dragan Životić. Zudem gewann er dort mit der bulgarischen 4-mal-400-Meter-Staffel in 3:07,2 min die Silbermedaille hinter dem jugoslawischen Team. Daraufhin schied er bei der Sommer-Universiade in Mexiko-Stadt mit 1:51,80 min im Halbfinale über 800 Meter aus. Im Jahr darauf schied er bei den Halleneuropameisterschaften in Sindelfingen mit 1:50,8 min im Vorlauf über 800 Meter aus und im Juni gewann er bei den Balkanspielen in Sofia in 1:47,2 min die Silbermedaille hinter dem Jugoslawen Milovan Savić und sicherte sich auch mit der Staffel in 3:08,0 min die Silbermedaille hinter dem jugoslawischen Team. Daraufhin erreichte er bei den Olympischen Sommerspielen in Moskau das Halbfinale über 800 Meter und schied dort mit 1:47,27 min aus. 1981 kam er bei den Halleneuropameisterschaften in Grenoble mit 1:51,55 min nicht über den Vorlauf hinaus und im September siegte er in 1:50,26 min bei den Balkanspielen in Sarajevo. Im Jahr darauf gewann er bei den Balkanspielen in Bukarest in 1:48,16 min die Silbermedaille hinter dem Jugoslawen Milovan Savić und gewann mit der Staffel in 3:07,22 min die Bronzemedaille hinter den Teams aus Jugoslawien und Griechenland. 1983 belegte er bei den Halleneuropameisterschaften in Budapest in 1:51,94 min den fünften Platz über 800 Meter und im August schied er über diese Distanz bei den erstmals ausgetragenen Weltmeisterschaften in Helsinki mit 1:50,23 min im Semifinale aus. Daraufhin trat er nicht mehr international in Erscheinung.
In den Jahren 1978 und 1979, von 1982 bis 1984 sowie 1986 wurde Kolew bulgarischer Meister im 800-Meter-Lauf.

## Persönliche Bestleistungen
- 800 Meter: 1:46,3 min, 12. Juli 1979 in Celje (bulgarischer Rekord)
  - 800 Meter (Halle): 1:47,8 min, 25. Februar 1979 in Wien (bulgarischer Rekord)
  - 1000 Meter (Halle): 2:25,05 min, 1. Februar 1986 in Dobritsch (bulgarischer Rekord)